# MOS RIOT
Il MOS 6532 RAM-I/O-Timer (RIOT) è un circuito integrato progettato da MOS Technology. Realizzato con un package DIP40, contiene 128 byte di RAM statica, 2 porte di input/output bidirezionali ad 8 bit ed un timer programmabile. È molto simile al MOS 6530 RRIOT, che però ha la metà di RAM e contiene 1 kB di memoria ROM.